# Schoberpass
Schoberpass är ett bergspass i Österrike.   Det ligger i distriktet Leoben och förbundslandet Steiermark, i den östra delen av landet. Schoberpass ligger 849 meter över havet.
Kring Schoberpass uppkom kommunen Wald am Schoberpaß. Över passet går järnvägslinjen Rudolfsbanan, motorvägen A9 och ytterligare en större väg.
I dalgången vid Schoberpass förekommer kulturlandskap och på bergstopparna blandskog.